# قرية كروغان (نيويورك)
قرية كروغان (بالإنجليزية: Croghan (village), New York)‏ هي منطقة سكنية تقع في الولايات المتحدة في مقاطعة لويس، نيويورك. يقدر عدد سكانها بـ 618 نسمة ومساحتها 1.1 كم2 وترتفع عن سطح البحر 252 متر.